# Centrorhynchus bancrofti
Centrorhynchus bancrofti är en hakmaskart som först beskrevs av Johnston och George Newton Best 1943.  Centrorhynchus bancrofti ingår i släktet Centrorhynchus och familjen Centrorhynchidae. Inga underarter finns listade i Catalogue of Life.